# Assalto della fanteria di montagna
Assalto della fanteria di montagna (Ski Troop Attack) è un film statunitense del 1960 diretto da Roger Corman.

## Trama
Germania, seconda guerra mondiale. Una squadra di cinque militari statunitensi deve attraversare con gli sci le linee nemiche tedesche attraverso una landa innevata per far saltare in aria un ponte strategico e per acquisire informazioni sui loro movimenti. Essi sono guidati dal tenente Factor e dal sarcastico sergente Potter, spesso in combutta con il suo superiore. Le difficoltà si presenteranno a causa dei tedeschi che organizzano una squadra di sciatori per stanarli, delle condizioni meteorologiche proibitive e di una ragazza tedesca che incontreranno sul loro cammino e che cercherà in tutti i modi di fermarli.

## Produzione
È una produzione a basso costo prodotta da Corman e girata nel 1960 a Deadwood, nel Dakota del Sud. Corman interpreta in un cameo un soldato tedesco.

## Distribuzione
Alcune delle uscite internazionali sono state:
- 8 aprile 1960 negli Stati Uniti (Ski Troop Attack)
- 20 febbraio 1963 in Finlandia (Kaukopartio, in TV)
- in Italia (Assalto della fanteria di montagna)

## Promozione
La tagline è: "They Turned a White Hell Red with Enemy Blood!" ("Fecero diventare rosso un inferno bianco con il sangue dei nemici!").